# André Roberson
André Lee Roberson (Las Cruces, Nuevo México, 4 de diciembre de 1991) es un jugador de baloncesto estadounidense que pertenece a la plantilla del Zenit de San Petersburgo de la VTB United League. Con 2,01 metros de altura, juega en la posición de escolta.

## Trayectoria deportiva

### Universidad
Jugó durante tres temporadas con los Buffaloes de la Universidad de Colorado, en las que promedió 9,6 puntos y 9,9 rebotes por partido. Fue elegido en sus dos últimas temporadas en el mejor quinteto de la Pacific-12 Conference, y elegido en 2013 jugador defensivo del año de la conferencia. Es el único jugador de la historia de los Buffs en conseguir igual o más de 1.000 puntos (1.012), 1.000 rebotes (1.045), 150 tapones (150), 150 robos de balón (164) y 100 asistencias (119). Asimismo, es el único que ha liderado durante tres temporadas consecutivas al equipo en rebotes, robos y tapones.

#### Estadísticas
| Año     | Equipo   | PJ  | PT | MPP  | %TC  | %3P  | %TL  | RPP  | APP | ROB | TPP | PPP  |
| ------- | -------- | --- | -- | ---- | ---- | ---- | ---- | ---- | --- | --- | --- | ---- |
| 2010–11 | Colorado | 38  | 0  | 22.3 | .580 | .343 | .553 | 7.8  | .9  | 1.3 | 1.1 | 6.7  |
| 2011–12 | Colorado | 36  | 35 | 30.2 | .510 | .380 | .614 | 11.1 | 1.2 | 1.3 | 1.9 | 11.6 |
| 2012–13 | Colorado | 31  | 30 | 33.4 | .480 | .328 | .551 | 11.2 | 1.4 | 2.2 | 1.3 | 10.9 |
| Total   | Total    | 105 | 65 | 28.3 | .516 | .350 | .582 | 10.0 | 1.1 | 1.6 | 1.4 | 9.6  |

### Profesional

#### NBA y G-League
Fue elegido en la vigesimosexta posición del Draft de la NBA de 2013 por Minnesota Timberwolves, pero fue inmediatamente traspasado a los Oklahoma City Thunder.
En su segunda temporada en Oklahoma, la 2014/15, se estableció como titular y como uno de los pilares defensivos del equipo, trayectoria por la que, al término de la 2016-17 fue incluido en el Mejor quinteto defensivo de la NBA.
Ya en julio de 2017, Roberson renueva su contrato con los Thunder por 3 años y $30 millones. Tras perderse 8 partidos en enero de 2018 por una tendinitis en la rótula izquierda, Roberson se rompió el tendón rotuliano el 27 de enero ante Detroit Pistons. Inmediatamente se sometió a cirugía por lo que no jugó más esa temporada.
Tras perderse la siguiente temporada completa, se reveló que había sufrido una pequeña fractura por avulsión en la rodilla, por lo que estuvo otro periodo fuera del equipo, hasta su reincorporación, el 10 de julio de 2020. Jugaría sus últimos encuentros con Oklahoma, al término de la 2019-20, en la 'burbuja de Orlando'.
El 16 de febrero de 2021, firma con los Brooklyn Nets. Pero apenas disputó 2 encuentros y el 24 de febrero fue cortado. Dos días después, el 26 de febrero, firmó un nuevo contrato de 10 días con los Nets. con los que disputó otros 3 encuentros antes de que finalizase su contrato.
Tras un largo periodo alejado del baloncesto de competición, el 1 de febrero de 2023 se anunció que los Oklahoma City Blue, el filial de Oklahoma City Thunder que disputa la G-League, firmó a Roberson para jugar el tramo final de la temporada 2022-23. Disputó 14 encuentros con los Blue.

#### Europa
Después una temporada sin jugar, el 5 de septiembre de 2024 firmó con el Cholet Basket de la LNB Pro A francesa. Tras 8 partidos disputados, ficha por el también equipo francés del ASVEL Lyon-Villeurbanne.
El 31 de julio de 2025 fichó por el Zenit de San Petersburgo de la VTB United League.

## Estadísticas de su carrera en la NBA

### Temporada regular
| Año     | Equipo        | PJ  | PT  | MPP  | %TC  | %3P  | %TL  | RPP | APP | ROB | TPP | PPP |
| ------- | ------------- | --- | --- | ---- | ---- | ---- | ---- | --- | --- | --- | --- | --- |
| 2013-14 | Oklahoma City | 40  | 16  | 10.0 | .485 | .154 | .700 | 2.4 | .4  | .5  | .3  | 1.9 |
| 2014-15 | Oklahoma City | 67  | 65  | 19.2 | .458 | .247 | .479 | 3.8 | 1.0 | .8  | .4  | 3.4 |
| 2015-16 | Oklahoma City | 70  | 70  | 22.2 | .496 | .311 | .611 | 3.6 | .7  | .8  | .6  | 4.8 |
| 2016-17 | Oklahoma City | 79  | 79  | 30.1 | .465 | .246 | .423 | 5.1 | 1.0 | 1.2 | 1.0 | 6.6 |
| 2017-18 | Oklahoma City | 39  | 39  | 26.6 | .537 | .222 | .316 | 4.7 | 1.2 | 1.2 | .9  | 5.0 |
| 2019-20 | Oklahoma City | 7   | 0   | 12.4 | .276 | .214 | .500 | 3.9 | .6  | .1  | .4  | 2.9 |
| 2020-21 | Brooklyn      | 5   | 0   | 12.6 | .143 | .125 | .500 | 3.0 | .8  | .6  | .2  | 1.2 |
| Total   | Total         | 307 | 269 | 22.2 | .473 | .253 | .468 | 4.0 | .9  | .9  | .6  | 4.5 |

### Playoffs
| Año   | Equipo        | PJ | PT | MPP  | %TC  | %3P  | %TL  | RPP | APP | ROB | TPP | PPP  |
| ----- | ------------- | -- | -- | ---- | ---- | ---- | ---- | --- | --- | --- | --- | ---- |
| 2014  | Oklahoma City | 2  | 0  | 4.5  | .000 | .000 | .000 | 1.0 | .0  | .0  | .0  | .0   |
| 2016  | Oklahoma City | 18 | 18 | 26.2 | .465 | .324 | .400 | 5.6 | .8  | 1.3 | 1.1 | 5.6  |
| 2017  | Oklahoma City | 5  | 5  | 37.0 | .522 | .412 | .143 | 6.2 | 1.8 | 2.4 | 3.4 | 11.6 |
| 2020  | Oklahoma City | 1  | 0  | 3.0  | .000 | .000 | -    | .0  | .0  | .0  | .0  | .0   |
| Total | Total         | 26 | 23 | 25.7 | .471 | .345 | .268 | 5.2 | .9  | 1.3 | 1.4 | 6.1  |

## Vida personal
André viene de familia de atletas, sus padres fueron All-Americans en sus respectivos deportes en la Universidad Estatal de Nuevo México. Tiene seis hermanas, y todas ellas han sido deportistas en la universidad.
Desde 2018 mantiene una relación con la periodista deportiva Rachel DeMita.